# Brodie
Il Brodie, dal nome del suo ideatore, era un elmetto utilizzato dalle Forze Armate britanniche e del Commonwealth durante la prima e la seconda guerra mondiale. L'elmetto era conosciuto anche come Tommy helmet o Shrapnel helmet. Durante la prima guerra mondiale, e agli inizi della seconda, il Brodie venne utilizzato anche dall'U.S. Army. In questo caso la designazione ufficiale era elmetto M1917 ma era anche indicato come Doughboy helmet.

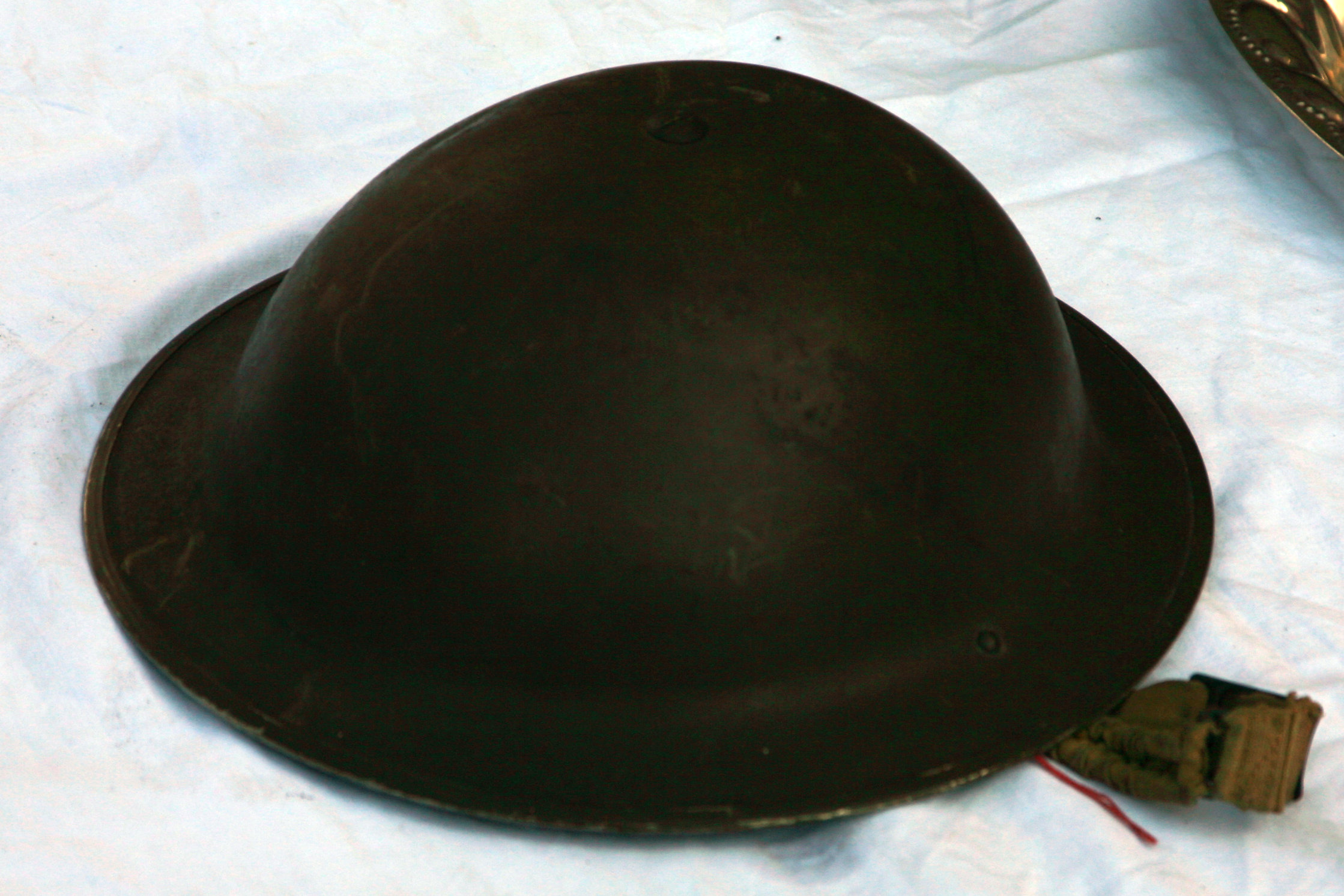
L'elmetto Brodie

## Sviluppo
L'inizio della prima guerra mondiale trovò gli eserciti di tutti i contendenti impreparati rispetto alle ferite che le armi moderne potevano provocare. In particolare era l'elevato numero di ferite alla testa che destava preoccupazione e richiedeva una dotazione che proteggesse i soldati da questa tipologia di ferite. Fu solo nel 1915 che però si cominciò a porre riparo a questa situazione. La prima forza armata a dotare i propri soldati di un elmetto, con il quale sostituire l'ormai inutile copricapo in tessuto, fu l'esercito francese. L'elmetto scelto fu l'Adrian, che in seguito venne adottato anche dal Regio Esercito. Anche le Forze armate britanniche provarono l'elmetto francese ma lo valutarono troppo complesso da produrre.
John L. Brodie propose allora un proprio progetto che, rispetto al modello francese, presentava il vantaggio di poter essere prodotto dalla sola pressatura di una spessa lastra di acciaio. Con questo sistema inoltre si aumentava la resistenza del metallo dovuto all'incrudimento ed alla stiratura delle fibre dell'acciaio. I primi elmetti vennero impiegati dalle forze britanniche a partire dal settembre del 1915 ma fu solo dalla primavera del 1916 che il Brodie trovò ampia diffusione tra le truppe. In seguito l'elmetto venne adottato anche dalle forze armate del Commonwealth.
Il primo impiego operativo avvenne nella battaglia di St. Eloi che si svolse nell'aprile del 1916. Con l'arrivo delle truppe statunitensi in Europa il Brodie divenne anche il loro elmetto standard. Il primo ordine fu per 400.000 esemplari la cui produzione avvenne in Gran Bretagna. Dal gennaio del 1918 iniziò a venire prodotto anche negli Stati Uniti dove venne ufficialmente designato M1917.

## Descrizione

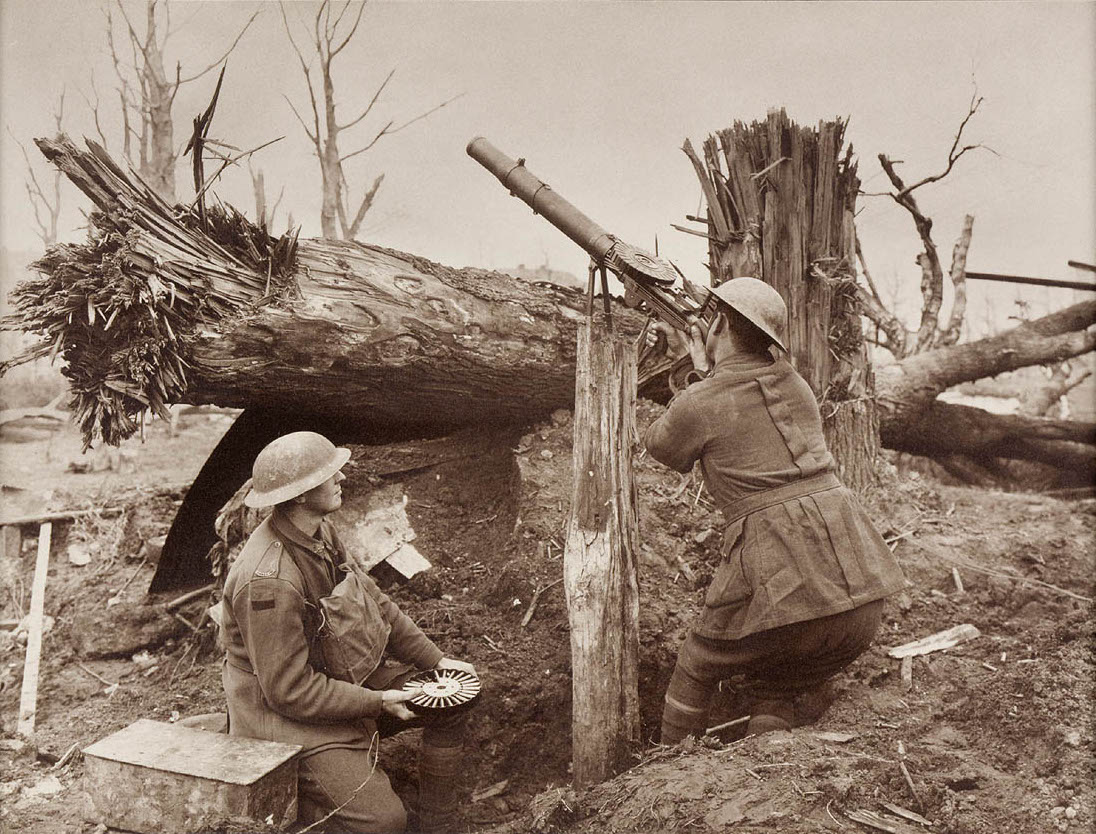
Mitraglieri dotati di elmetto Brodie

L'elmetto era caratterizzato da una bassa calotta centrale contornata da una larga falda. La bassa calotta permetteva di utilizzare una relativamente spessa lastra di acciaio che nel processo di lavorazione manteneva intatto il suo spessore. L'interno era foderato in pelle, materiale con il quale era realizzato anche il sottogola. La sua forma "a scodella" era pensata per proteggere la testa e le spalle dagli shrapnel e dalle schegge di granata che provenivano dall'alto. Data la forma del Brodie però la zona della nuca e del collo restava poco protetta.
Ne furono realizzate due versioni. Il Type A era realizzato in acciaio dolce ed aveva una falda la cui larghezza variava tra i 3,8 e i 5 cm. La sua produzione durò solo poche settimane per venire sostituito dal Type B, o Mark I, realizzato in acciaio al manganese. La falda del Type B era più stretta e la calotta più profonda. La distribuzione del nuovo elmetto iniziò nel maggio del 1916 e continuò per tutto il primo conflitto mondiale. Nel tempo vennero apportate alcune modifiche tra le quali, nel 1917, l'aggiunta alla fodera di un cuscino di gomma che lo rendeva più comodo da indossare. Questa modifica venne apportata anche al modello statunitense.
L'elmetto venne soprannominato dalle truppe scatola di latta mentre gli ufficiali lo chiamavano la bombetta da battaglia. Verso la fine del conflitto molto spesso veniva decorato dipingendovi sopra le insegne dell'unità. Al giorno d'oggi i collezionisti chiamano questi Brodie decorati elmetti da parata.

## Impiego

### Gran Bretagna e Commonwealth
Oltre che nella prima guerra mondiale il Brodie venne utilizzato dalle Forze armate britanniche e del Commonwealth anche per tutta la seconda guerra mondiale. Ne furono dotate anche le forze paramilitari, di polizia e i pompieri. Ne venne realizzata anche una versione in acciaio dolce destinata al mercato civile e che poteva essere acquistata anche da privati.
A partire dal 1944 l'esercito britannico iniziò ad utilizzare, anche se in numeri non elevati, un nuovo tipo di elmetto conosciuto come Mk.III. Il modello Mk.III aveva un disegno completamente nuovo che lo faceva somigliare al modello 1933 del Regio Esercito e al modello M1 statunitense. Questo nuovo elmetto venne utilizzato nello Sbarco in Normandia dalle forze d'assalto. Diversi furono forniti alla 2ª, 3ª e 4ª Divisione Canadese che li restituì alla fine del conflitto.

### Stati Uniti

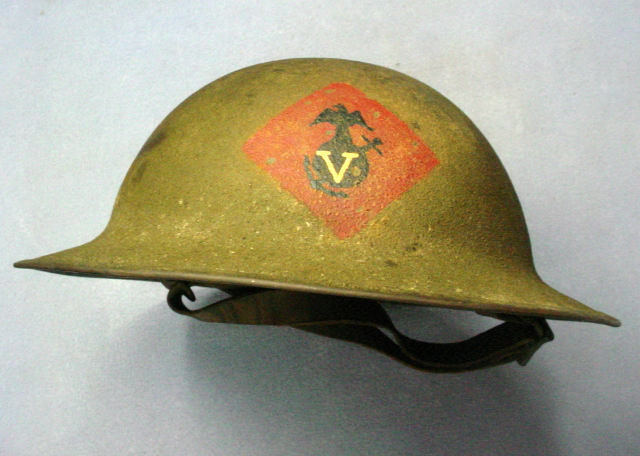
Elmetto M1917 dell'USMC

L'elmetto Brodie venne utilizzato, senza modifiche di rilievo al modello originale, dalle forze armate statunitensi, U.S. Army e Marines, fino al 1942. Nelle varie ricostruzioni dell'attacco a Pearl Harbor del 1941 gli americani indossano ancora l'elmetto "Brodie". In seguito venne sostituito dall'elmetto modello M1.